# Studzienice (powiat starogardzki)
Studzienice – sołecka wieś kociewska w Polsce położona w województwie pomorskim, w powiecie starogardzkim, w gminie Kaliska.
Wieś Studzienice, położona jest w dużym kompleksie leśnym Nadl. Kaliska, 2 km na północ od drogi krajowej nr 22 i 5 km od wsi gminnej Kaliska.
Obszar sołectwa wynosi 2370 ha, a terenem jego działania są także: przysiółek Cegielnia, osady Kocia Góra i Leśna Huta oraz przysiółek Smolnik.

## Historia
Nazwa wsi wywodzi się prawdopodobnie od miejsca, w którym studzą (chłodzą) smołę czy cegłę, choć według innych, nazwa może wywodzić się od słowa studnia.
Od początku listopada 1906 r. do co najmniej drugiej połowy stycznia 1907 r. w miejscowej szkole elementarnej odbył się strajk dzieci przeciwko nauczaniu religii w języku niemieckim. Z uczestników strajku znane jest tylko jedno nazwisko: Glaza. Strajk był elementem znacznie większej akcji biernego oporu wobec pruskich władz szkolnych, która na przełomie 1906 i 1907 r. objęła ponad 460 (!) szkół w prowincji Prusy Zachodnie, czyli przedrozbiorowe Pomorze Gdańskie, Powiśle, ziemię chełmińską i ziemię lubawską oraz część Krajny. Inspiracją dla strajków pomorskich były wcześniejsze działania dzieci w prowincji wielkopolskiej, ze słynnym strajkiem we Wrześni (1901) na czele.
Wiadomo, że w ostatnim stuleciu na terenie sołectwa Studzienice działały takie organizacje jak: Związek Strzelecki założony w 1932 r., Kółko Rolnicze, które w 1975 roku przystąpiło do Spółdzielni Kółek Rolniczych w Kaliskach, Koło Gospodyń Wiejskich (dzisiaj nie istnieje) oraz Ochotnicza Straż Pożarna, w której przed wojną stała zakupiona przez wieś pompa ręczna. W latach 60., wybudowano nową remizę strażacką (dzisiaj pomieszczenia świetlicy wiejskiej). OSP w Studzienicach pod koniec lat 80., przestała istnieć. W roku 2010 we wsi Studzienice mieszkało 98 osób przy czterech ulicach: Borowej, Jagodowej, Jeziornej oraz Wrzosowej, zaś w całym sołectwie 130 osób.
W latach 1975–1998 miejscowość należała administracyjnie do województwa gdańskiego.
| SIMC    | Nazwa      | Rodzaj     |
| ------- | ---------- | ---------- |
| 0162352 | Cegielnia  | przysiółek |
| 0162145 | Kocia Góra | osada      |
| 0162369 | Leśna Huta | osada      |
| 0162375 | Smolnik    | przysiółek |